# Sint-Catharinakerk (Tongeren)
De Sint-Catharinakerk, ook bekend als Begijnhofkerk of Paterskerk, is een voormalig kerkgebouw in de Belgische stad Tongeren in de provincie Limburg. De kerk wordt omgeven door de Brouwersstraat, de Sint-Catharinastraat en de Sint-Rosastraat. De Sint-Catharinakerk staat centraal in het begijnhof van Tongeren.
Het basilicale gebouw bestaat uit een driebeukig schip met zes traveeën, een koor van één travee onder een zadeldak bedekt met leien en een peerspits op de kruising. Zowel aan de noordzijde als aan de zuidzijde van de kerk bevindt zich een sacristie. De middenbeuk en het koor vormen de oudste gedeelten van de kerk, deze vroeggotische onderdelen zijn opgetrokken in vuursteen. De zijbeuken in mergelsteen en met afzaat van hardsteen zijn toegevoegd in het midden van de 14e eeuw. Zowel in de 15e, in de 18e als in de 20e eeuw werden uitbreidingen en renovaties doorgevoerd.
Het rechthoekig portaal is gesitueerd aan de westzijde, boven het portaal bevindt zich een latei. Voorts bestaat de westgevel uit twee lange, smalle vensters met drielobboog centraal boven het portaal, een oculus en twee vensters met drielobboog aan weerszijden van het portaal. Links van het portaal hangt eveneens een Christusbeeld onder een houten nis. Het venster aan de oostzijde van de kerk werd gedicht, bovenaan zijn echter nog twee oculi zichtbaar. De sacristie aan de zuidzijde is gelegen aan de Sint-Rosastraat, dit kleine gebouw is opgetrokken in neogotische stijl. De sacristie aan de noordzijde is vlak tegen het koor aan gebouwd. Van de sacristie is nog slechts een klein gedeelte zichtbaar vanop straat aangezien het Minderbroedersklooster tegen de sacristie is gebouwd.
Als onderdeel van het Sint-Catharinabegijnhof staat het gebouw sinds 1998 op de werelderfgoedlijst van de UNESCO.

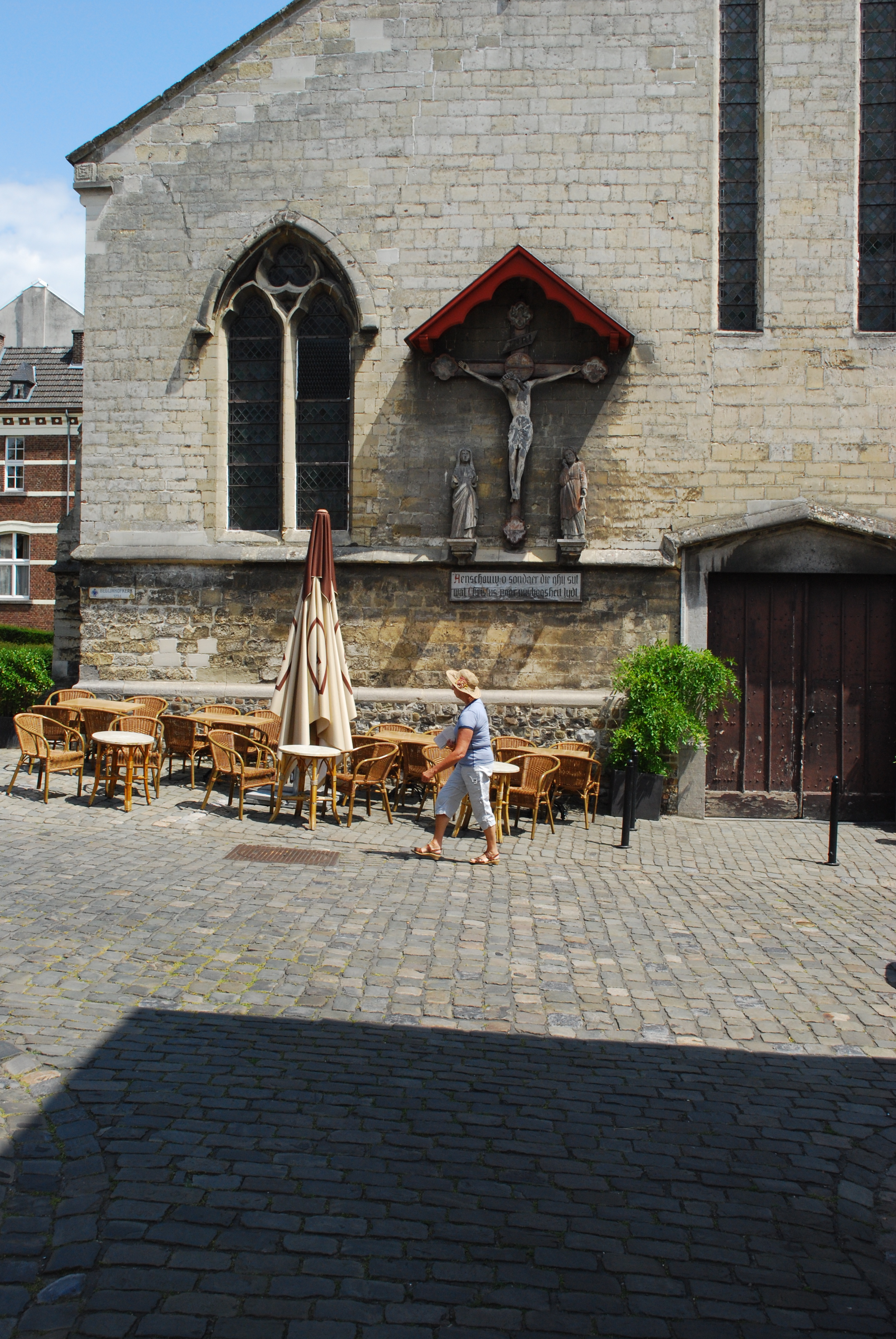
Christusbeeld aan de westzijde

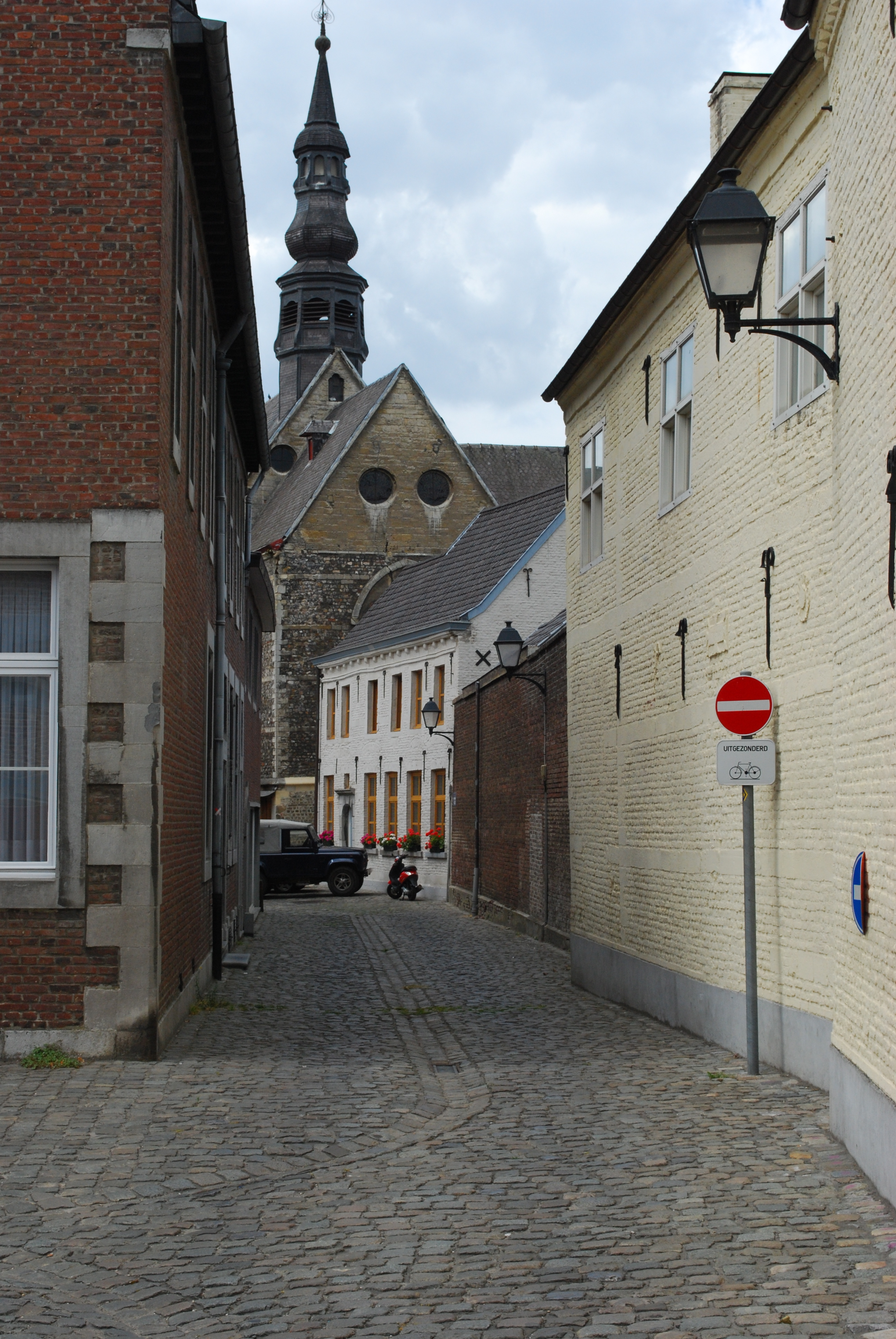
Sint-Rosastraat en oostzijde van de kerk